# نیروگاه غرب کارون
نیروگاه سیکل ترکیبی مرکزی غرب کارون (در ۵۰ کیلومتری جنوب‌غربی اهواز در جنوب میدان نفتی جفیر و در مجاورت پالایشگاه گاز هویزه) یکی از نیروگاه‌های ایران از نوع سیکل ترکیبی با ظرفیت تولید ۴۹۲ مگاوات است.
در ۴ تیر ۱۳۹۱، قرارداد ساخت نیروگاه مرکزی منطقه غرب کارون بین دو شرکت مهندسی و توسعه نفت (کارفرما) و شرکت مپنا (پیمانکار) در قالب قرارداد B.O.O (احداث، مالکیت، بهره‌برداری) در ۳ فاز، امضا شد. طبق قرارداد، فاز نخست این نیروگاه ۱۵ ماه پس از انعقاد قرارداد، فاز دوم ۱۸ ماه و فاز سوم ۳۲ ماه پس از انعقاد قرارداد راه‌اندازی می‌شود.
این نیروگاه برق مورد نیاز چهار میدان نفتی غرب کارون را تأمین خواهد کرد و آبرسانی آن از طریق رودخانه‌های کرخه و کارون و تأمین سوخت گاز از سوی شرکت مهندسی و توسعه نفت ایران (یکی از شرکت‌های تابعهٔ شرکت ملی نفت ایران) انجام شود.
نیروگاه غرب کارون متعلق به شرکت مهندسی و توسعه نفت ایران است که ۲۵ درصد هزینه ساخت آن از منابع داخلی نفت و باقی آن از طریق تسهیلات بانکی تأمین می‌شود. طبق این قرارداد خرید برق از این نیروگاه به مدت ۲۰ سال توسط شرکت ملی نفت ایران تضمین خواهد شد.

## انتصاب سرپرست پروژه‌های نیروگاهی غرب کارون
در مرداد ۱۳۹۱، طی حکمی از سوی نادر قربانی؛ مدیرعامل شرکت مهندسی و توسعه نفت ایران (متن)، مهدی نجاریان را به عنوان سرپرست پروژه‌های نیروگاهی غرب کارون در شرکت متن منصوب کرد.